# Myopa vaulogeri
Myopa vaulogeri är en tvåvingeart som beskrevs av Seguy 1930. Myopa vaulogeri ingår i släktet Myopa och familjen stekelflugor. Inga underarter finns listade i Catalogue of Life.